# John K.D. Graham
John K.D. Graham (* 20. Jahrhundert in New Mexico als John DuBose Graham) ist ein US-amerikanischer Filmtechniker und Filmregisseur. Er ist Gründer des christlichen Filmstudios Mustard Seed Entertainment.

## Leben
Geboren und aufgewachsen in New Mexico interessierte er sich schon als kind für das Filmemachen. Er studierte am Savannah College of Art and Design und schloss mit einem BFA in Film and Television ab. Anschließend arbeitete er für DreamJobbing und CBS sowohl als Kameramann als auch im Electrical Department. Beim Blockbuster Marvel’s The Avengers arbeitete er als Elektriker.
Ab 2009 begann er auch selbst Filme zu drehen. Zunächst vor allem Kurzfilme. Zusammen mit Alexandra Boylan und Andrea Polnaszek gründete er das christliche Filmstudio Mustard Seed Entertainment. Als Regisseur war er für Catching Faith (2015) und Wish for Christmas – Glaube an Weihnachten (2016), die beiden ersten Filme des Studios verantwortlich.
Seit dem 2. Januar 2011 ist er mit Alexandra Boylan verheiratet.

## Filmografie (Auswahl)
Regie
- 2009: I Am Him (Kurzfilm)
- 2009: Rhea (Kurzfilm)
- 2010: The Joy Thief (Kurzfilm)
- 2010: Tunnel (Kurzfilm)
- 2011: Alter Ego (Miniserie)
- 2012: Home Sweet Home
- 2012: Tiger Eyes (Lichttechniker)
- 2013: Your Pizza Adventure (Videospiel)
- 2014: A Matter of Time (Kurzfilm)
- 2015: Catching Faith
- 2016: Wish for Christmas – Glaube an Weihnachten (Wish for Christmas)
- 2018: At Your Own Risk

Camera & Electrical Department
- 2009: Doc West – Nobody ist zurück (Doc West) (Lichttechniker)
- 2009: Dark Country (Elektriker)
- 2010: The Killer Inside Me (Elektriker)
- 2010: Run for Her Life (Lichttechniker)
- 2010: True Grit (Lichttechniker)
- 2011: Warrior Woman (Assistenz-Lichtdesigner)
- 2011: The Reunion (Video Assist Operator)
- 2012: Marvel’s The Avengers (The Avengers) (Elektriker)
- 2017: Steve (Fernsehserie, Preditor-Cam)